# Hanna Laslo
Hanna Laslo, (em hebraico:  חנה לסלאו) (Jafa, 14 de junho de 1953) é uma atriz e comediante israelense.
Em 2005, ela recebeu o prêmio de Melhor Atriz no Festival de Cannes por seu trabalho em Free Zone.
Em alguns trabalhos, ela é creditada como Hana Laslo ou Hana Laszlo.